# Фамицкий, Андрей Олегович
Андрей Олегович Фамицкий (род. 8 марта 1989, Минск, Белорусская ССР, СССР) — поэт, переводчик, литературный редактор, член Белорусского ПЕН-центра.

## Биография
Рос без родителей, воспитывался в школе-интернате. В 2008 году окончил Юридический колледж Белорусского государственного университета по специальности «правоведение», в 2013 году — юридический факультет БГУ по специальности «правоведение». Совмещает работу по специальности и занятие литературой. Долгое время работает на пересечении русского и белорусского культурных полей.

## Творческая деятельность
Создатель и главный редактор международного литературного портала «Textura» (существует с 2012 года), где публиковались такие авторы, как Сергей Гандлевский, Данила Давыдов, Светлана Кекова, Александр Кабанов, Алексей Пурин, Андрей Пермяков, Евгений Никитин, Сергей Круглов, Ирина Каренина, Саша Филипенко, Андрей Хаданович и другие. Куратор литературных спецпроектов «Невидимые поэты», «Diaries», «Перед зеркалом», «Чтения на Текстуре». Редактор отдела поэзии в журнале «Homo Legens». Блогер на сайте Фонда «Новый мир». Член жюри премии «Книга года» под эгидой Белорусского ПЕН-центра. Член жюри премии «Поэзия». Создатель и куратор проекта «Литературная среда в музее Петруся Бровки». Участник литературных фестивалей «Минская школа», «Стихи на асфальте» памяти Михася Стрельцова и Фестиваля национальных литератур народов России в Нижнем Новгороде.
Публиковался в различных бумажных и сетевых изданиях: «Новый мир», «Новый берег», «Новая Юность», «Арион», «Волга», «Дружба народов», «Вопросы литературы», «Homo Legens», «Сетевая Словесность», «Топос», «Нёман», «Интерпоэзия», «Эмигрантская лира», «Плавучий мост», «Новая реальность», «Белый ворон», «Артикль», «Новый Гильгамеш», «Кавказский экспресс», «Гостиная», «Кольцо А», «Новая Немига литературная», «Скрипторий», «Минская школа», «Пролог», «ЛітРАЖ».
Переводил на белорусский язык Феликса Чечика и Сергея Шестакова, на русский — Геннадия Буравкина, Насту Кудасову, Леонарда Коэна, Боба Дилана, Филипа Ларкина, Уистена Хью Одена.
Брал интервью у Геннадия Буравкина, Ирины Карениной, Владимира Некляева, Вахтанга Кикабидзе и др.
Автор документального фильма «Брестское время» о поэте Владимире Глазове и документального фильма «Я еще не умер. Денис Новиков» о поэте Денисе Новикове.

## Признание
- Лонг-лист «Премии Русского Гулливера» в номинации «Поэтическая рукопись» (2014)[5]
- Лонг-лист премии «Дебют» в номинации «Поэзия» (2015)[6]
- Лонг-лист «Русской премии» в номинации «Поэзия» (2016) (номинатор — Андрей Пермяков)[7]
- Лонг-лист «Григорьевской поэтической премии» (2016)[8]
- Согласно читательскому рейтингу «Журнального зала» публикация А. Фамицкого «Твоя взяла» («Новый мир» №1, 2017) вошла в пятёрку самых читаемых публикаций за июль 2017 года[9]
- Лауреат премии «Начало» им. Риммы Казаковой (2018)[10]
- Лауреат премии «Лицей» им. Александра Пушкина в номинации «Поэзия» (2018)[11]

## Отзывы
Литературный критик Сергей Костырко:

Книга Фамицкого — это ещё одна инвентаризация того, чем человек крепится к жизни, и, соответственно, книга эта — продолжение большой поэтической традиции, но в подчёркнуто индивидуальной, как и полагается, «разработке».

Литературный критик Олег Дарк:

Кажется, после Дм. Строцева из Минска еще не приходило стихов такого уровня. Фамицкому — 26. <…> Фамицкий необыкновенно замкнут — и во времени, и в пространстве. <…> Словно бы герой-автор вообще никуда не выходит. Редко-редко сменится место действия: дачный домик или купе в поезде. Но обязательно сохраняется замкнутость пространства. И в этом ограниченном пространстве, почти заключении, и помещается весь огромный мир <…> Можно говорить о самодостаточности, по видимости, тесного мира поэта. <…> Образы легко, нежно, почти невесомо существуют в его стихах и несложно шифруют окружающий замкнутый мир — очень предметный и очень «собственный».

Литературный критик Юлия Подлубнова:

Можно сказать, что поэт нашел какое-то правильное экзистенциальное основание для своей поэзии, а потому его речь вполне убедительна для читателя.

Литературный критик Лев Данилкин:

Простые и рафинированные — экзотическая комбинация — стихи московско-минского поэта Андрея Фамицкого наполнены «поэтическим веществом», которое очевидно не сдашь ни в какой багаж: самые обычные слова в его исполнении слишком взрывоопасны, слишком токсичны, слишком радиоактивны, слишком легко воспламеняются.

Поэт Сергей Гандлевский:

Стихи Андрея Фамицкого показались мне не только культурными, остроумными и лихо сложенными… В лучших стихотворениях чувствуются драматизм, лирическое простосердечие и настоятельная внутренняя потребность в поэтическом высказывании.

Поэт, литературовед Дмитрий Кузьмин:

Размышления поэта о своём призвании и признании носят довольно предсказуемый характер. Метры автора разнообразны, рифмы местами изобретательны (особенно удалась пара «гиацинт — геноцид»).

### Книги
- Пружина. Мн.: Белпринт, 2012. — 68 с. — ISBN 978-985-459-238-1
- Звезды для одного. СПб.: Свое издательство, 2015. — 54 с. — ISBN 978-5-4386-6453-1
- Хворост. Таганрог: Нюанс, 2015. — 28 с. — ISBN 978-5-98517-344-4
- Жизнь и её варианты. М.: Воймега, 2019. — 80 с. — ISBN 978-5-6041935-2-5
- minimorum. М.: Грин Принт, 2020. — 80 с. — ISBN 978-5-907286-05-4

### Коллективные сборники
- Антология Григорьевской премии / Сост. В. Левенталь. СПб.: Лимбус Пресс, 2017. — 224 с. — ISBN 9785837008429
- Боб Дилан: 100 песен и портретов / Под ред. И. Веснина. СПб.: Пальмира, 2018. — 576 с. — ISBN 978-5-521-00783-7
- Лицей 2018. Второй выпуск / Под ред. Е. Шубиной. М.: АСТ, 2018. — 496 с. — ISBN 978-5-17-110518-1
- Современное русское стихотворение. 1992-2017 / Антология; сост. А. Скворцов. М.: ОГИ, 2018. — 368 с. — ISBN 978-5-94282-822-6